# Berta Busquets
Berta Busquets Segalés (31 de julio de 1995, Palau-solità i Plegamans) es una jugadora española de hockey sobre patines. Juega en el Hoquei Club Palau de Plegamans de la OK Liga Femenina de España con el que ganó la OK Liga Femenina 2014/15.

## Trayectoria deportiva
Es internacional con la Selección femenina de hockey sobre patines de España. Ha ganado el Campeonato europeo de hockey sobre patines femenino de 2015 disputado en Matera (Italia) y dos veces el Campeonato mundial de hockey sobre patines femenino, la edición de 2016 en Iquique (Chile) y la de 2017 en Nankín (China). En el campeonato de Nankín anotó dos goles en la final contra Argentina. Estas victorias hicieron que en octubre de 2017 la selección española fuera galardonada en los III Premios Mujer, Deporte y Empresa del Instituto de la Mujer de Extremadura.